# 雁須磨子
雁須磨子（日语：雁 須磨子，1972年5月23日—），日本漫畫家。

## 經歷
福岡縣出身。1994年作品〈SWAYIN' IN THE AIR〉刊登在《蘭丸》出道。創作類型從BL橫跨青年漫畫、少女漫畫。2006年作品《ファミリーレストラン》改拍為真人電影。
2020年作品《あした死ぬには、》榮獲第23屆日本新媒體動漫藝術節漫畫部門優秀賞。